# Маракучка
Маракучка (укр. Маракучка; до 2016 г. Петровское) — село, Кириковский поселковый совет, Великописаревский район, Сумская область, Украина.
Код КОАТУУ — 5921255402. Население по переписи 2001 года составляло 87 человек.

## Географическое положение
Село Маракучка находится на левом берегу реки Ворскла,
выше по течению на расстоянии в 2 км расположен пгт Кириковка,
ниже по течению на расстоянии в 2,5 км расположено село Бакировка (Ахтырский район),
на противоположном берегу — село Каменка (Тростянецкий район).
Река в этом месте извилистая, образует лиманы, старицы и заболоченные озёра.
Радом протекает река Гусочка, вокруг села много ирригационных каналов.